# Suzanne Kingston
Suzanne Elizabeth Joy Kingston (* 12. Dezember 1977 in Dublin) ist eine irische Rechtswissenschaftlerin und Hochschullehrerin. Sie ist Richterin am Gericht der Europäischen Union.

## Leben und Wirken
Kingston studierte Rechtswissenschaften an der rechtswissenschaftlichen Fakultät der University of Oxford, wo sie 1998 ihren Abschluss machte. 2000 erwarb sie den Titel Master of Laws an der Universität Leiden. Bereits 1998 wurde sie bei der Gray’s Inn als Barrister zur britischen Anwaltschaft zugelassen und arbeitete in der Folge als Rechtsanwältin. Von 2002 bis 2004 war sie im Brüsseler Büro der international tätigen Anwaltskanzlei Cleary Gottlieb Steen & Hamilton als Rechtsanwältin tätig. Anschließend trat sie in den Dienst des Gerichtshofs der Europäischen Union und arbeitete in der Folge bis 2006 als Rechtsreferentin bei Generalanwalt Leendert Geelhoed. 2007 wurde sie von der King’s Inns auch zur irischen Anwaltschaft zugelassen, wo sie in der Folge ebenfalls als Barrister und anschließend als Senior Counsel tätig war. Parallel dazu nahm sie ihre Lehrtätigkeit am University College Dublin auf, zunächst als Dozentin. 2009 wurde Kingston von der Universität Leiden zur Dr. iur. promoviert. 2015 stieg sie am University College Dublin zur ordentlichen Professorin auf. Ihre Forschungsschwerpunkte liegen im Recht der Europäischen Union, wozu sie zudem zahlreiche Veröffentlichungen verfasst hat.
Am 13. Januar 2022 wurde Kingston zur Richterin am Gericht der Europäischen Union ernannt. Zudem ist sie Vizepräsidentin des Irish Centre for European Law.